# Calcétor

Mapa de algunas de las ciudades griegas de Caria y de algunas islas del Dodecaneso, donde se aprecia la ubicación de Calcétor, al oeste de Milasa.

Calcétor o Calcetores (en griego antiguo, Χαλκήτωρ o Χαλκήτορες) fue una antigua ciudad griega de Caria.
Perteneció a la Liga de Delos puesto que aparece mencionada en registros de tributos a Atenas entre los años 451/50 y 440/39 a. C.
Está documentada en el siglo III a. C. una unión (sympoliteia) entre Calcétor y otra polis cuyo nombre no se conoce pero que se ha sugerido que podría ser Euromo o Milasa. Esta unión consistió en un intercambio entre ambas ciudades de sus derechos respectivos de ciudadanía.
Estrabón menciona en Caria la ciudad de Calcétor, en una sucesión de asentamientos donde incluye a Heraclea, Amizón y Euromo, que eran poco importantes en su tiempo al lado de las más importantes Alabanda, Milasa y Estratonicea.
En otro pasaje, Estrabón la nombra con el topónimo «Calcetores».